# 福井重記
福井 重記（ふくい しげき、1879年（明治12年） - 1932年（昭和7年）11月23日）は、日本の陸軍軍人。見習士官時代に雪中行軍福島隊に参加。のち参謀本部初代航空班長を務める。予備役後は朝鮮で干拓事業に従事した。正五位勳三等功三級。最終階級は陸軍歩兵大佐。

## 生涯
父は旧会津藩士で、明治維新後に北海道に移住し屯田兵となった。福井は旧会津藩所縁の財団法人・稚松会の初代幹事の一人である。
陸軍軍人
陸軍幼年学校、陸軍士官学校（13期）をともに優等で卒業し、歩兵少尉に任官した。歩兵第31連隊の見習士官であった際、福島泰蔵の指揮する雪中行軍隊に参加している。中尉時代に第八師団副官として日露戦争に出征。士官学校教官を務めたのち、1910年（明治43年）陸軍大学校（22期）を卒業。参謀本部鉄道船舶課に配属された。1914年（大正3年）第一次世界大戦が勃発すると、第18師団附の偵察将校として青島攻略戦に参加、飛行機による偵察活動に従事する。この戦いは日本軍が初めて戦闘に飛行機を用いたケースとなった。歩兵第18連隊大隊長を経て、1918年（大正7年）、元歩兵第23旅団長・武藤信義少将に従ってハルピンに渡り、所謂「武藤機関」（後のハルピン特務機関）の一員としてシベリア出兵のための諜報活動に従事する。後にその功績によって功三級を授与された。帰国後参謀本部部員となり、1920年（大正9年）8月に作戦課航空班長に補される。作戦課はそれまで作戦班と兵站班のみであったが、航空班が新設され、福井は初代班長として、翌1921年（大正10年）12月まで務めている。同僚の作戦班長、兵站班長は畑俊六、小磯国昭であった。在任中の1920年12月、陸海軍航空協定委員会が設立されると委員に選ばれ、陸海軍航空隊の整備や戦時の役割分担等に関する取り決めの決定に当たった他、同委員会の特別委員として空軍独立に関しての研究調査に従事した。1921年12月に参謀本部附となり、ヴェルサイユ条約平和実施委員として欧州に出張する。連合国軍事監督委員も兼務するが、病気のために1924年（大正13年）9月に帰国した。同年12月から1926年（大正15年）3月まで参謀本部鉄道船舶課長を務めて予備役となる。
干拓事業
阿部房次郎と親交があった福井は、阿部から朝鮮全羅北道における干拓事業の現地責任者の詮衡を依頼され、福井は自らその任にあたることとした。福井は当時参謀本部鉄道船舶課長の要職にあり、その前途を考慮した阿部は現職に留まることを懇望したが、福井の決心は固く、結局彼に事業を一任することになった。当初の計画では金堤市沿岸の1900町歩を開くことになっていたが、資金、工程などを考慮し約1700町歩に改め、7年の歳月をかけて完成した。福井は、1932年（昭和7年）8月に実施された竣工式に出席し、その場で病に倒れ療養の後死去した。

## 栄典
- 1915年（大正4年）11月7日 - 功四級金鵄勲章・勲四等旭日小綬章・大正三四年従軍記章[16]

## 著書
- 『潮と闘ふ』1933年
- 東洋農業株式会社『干拓七年小史』（編集・発行）1932年

## 参考資料
- アジア歴史資料センター

1. 「福井歩兵少佐上京の件」(ref:C?0?3?0?2?2?4?3?5?8?0?0)
2. 「第166号 平和条約実施命免の件」(ref:C08040395500)
3. 「特命全権大使松平恒雄外十一名外国勲章受領及佩用允許ノ件」(ref:A10113022400)
4. 「欧第1858号其459 大正12年7月6日 軍事監督事業再開に関する件」(ref:C08040375800)
5. 「欧受第2号 平和条約実施委員命免の件」(ref:C08040443700)

- 会津会雑誌第42号、1933年
- 北辰日報社編『第五聯隊遭難始末記』 近松書店、1902年
- 秦郁彦編『日本陸海軍総合事典』 東京大学出版会
- 福島県立会津高等学校『創立70周年記念誌』 1960年
- 印刷局編『職員録』（大正8・11年版） 印刷局
- 村上兵衛『桜と剣 ― わが三代のグルメット』 光人社、1976年
- 戦史叢書『陸軍航空の軍備と運用（1）昭和十三年初期まで』朝雲新聞社、1971年